# 马拉尔贝戈
马拉尔贝戈是意大利艾米利亚-罗马涅大区博洛尼亚省的一个镇，距离大区首府博洛尼亚约30公里。